# لوپشتاین
لوپشتاین (به فرانسوی: Lupstein) یک کمون در فرانسه با جمعیت ۷۸۲ نفر است که در Canton of Saverne واقع شده‌است.